# ...e la vita continua (album)
...e la vita continua è un album di Nino D'Angelo, pubblicato nel 1991.

## Tracce
1. Chicco di caffè – 3:40 (testo: N.D'Angelo – musica: G.Narretti)
2. Mente-cuore – 3:10 (testo: B.Lanza – musica: A.Annona-N.D'Angelo)
3. Occhi di ghiaccio – 3:48 (testo: N.D'Angelo – musica: G.Narretti-P.Colonna)
4. Annalisa liu' – 3:26 (testo: N.D'Angelo – musica: G.Narretti)
5. Nun te pozzo perdere – 5:10 (testo: N.D'Angelo – musica: A.Annona)
6. Mio primo amore – 4:10 (testo: N.D'Angelo – musica: C.Tortora)
7. Figlio mio – 3:42 (testo: N.D'Angelo – musica: P.Colonna)
8. Fraulella – 3:50 (testo: N.D'Angelo – musica: B.Gallo)
9. Chi ce sta' – 3:28 (testo: N.D'Angelo – musica: G.D'Alessio)
10. Cambiero' – 4:04 (testo: N.D'Angelo – musica: A.Annona)

Durata totale: 38:28

## Formazione
- Nino D'Angelo - voce
- Franco Ventura - chitarra
- Billy Preston - pianoforte
- Luca Pirozzi - basso
- Antonio Annona - tastiera, programmazione
- Eric Daniel - sax